# Friedrich Schönsteiner
Friedrich Schönsteiner (* 12. Februar 1880 in Wien, Floridsdorf; † 2. April 1928 ebenda) war ein österreichischer Politiker der  Christlichsozialen Partei (CSP).

## Ausbildung und Beruf
Friedrich Schönsteiner war im Laufe seines Lebens Generalsekretär der CSP, Verwaltungssekretär der Gemeinde Wien und Chefredakteur des "Amtsblattes der Stadt Wien".

## Politische Mandate
- 4. März 1919 bis 9. November 1920: Mitglied der Konstituierenden Nationalversammlung, SdP
- 10. November 1920 bis zu seinem Tod am 2. April 1928: Mitglied des Nationalrates (I., II. und III. Gesetzgebungsperiode), SdP